# Peiting
Peiting é um município da Alemanha, situado no distrito de Weilheim-Schongau, no estado da Baviera. Tem 75,14 km² de área, e sua população em 2019 foi estimada em 11.425 habitantes.